# Thalictrum gibbosum
Thalictrum gibbosum là một loài thực vật có hoa trong họ Mao lương. Loài này được Lechler miêu tả khoa học đầu tiên.